# Basile Boli
Basile Boli (Adjamé, 1967. január 2. –) francia válogatott és Bajnokok-ligája győztes labdarúgó.
A francia válogatott tagjaként részt vett az 1992-es Európa-bajnokságon. Az 1993-as Bajnokok-ligája döntőjében győztes gólt szerzett.
Fia a Ferencváros labdarúgója.

## Statisztika
| Francia válogatott | Francia válogatott | Francia válogatott |
| Időszak            | Mérk.              | gól                |
| ------------------ | ------------------ | ------------------ |
| 1986               | 4                  | 0                  |
| 1987               | 5                  | 0                  |
| 1988               | 7                  | 0                  |
| 1989               | 1                  | 0                  |
| 1990               | 8                  | 1                  |
| 1991               | 6                  | 0                  |
| 1992               | 11                 | 0                  |
| 1993               | 3                  | 0                  |
| Összesen           | 45                 | 1                  |